# Вулиця В'ячеслава Чорновола (Харків)
Вулиця В'ячесла́ва Чорново́ла — вулиця у Харкові, у Шевченківському районі, в історичній місцевості Павлівка. Йде від Клочківської вулиці до ріки Лопані. Відома від 1929 року, раніше називалась Цукро-Заводською, Лебедєва, Раснянською, Цукроварною та вулицею Павла Лебедєва.

## Розташування
Починається біля Клочківської вулиці, не сполучаючись з нею безпосередньо, і прямує на захід. Перетинає вулицю Юрія Пояркова, на ній закінчуються Севастопольська й Новомирненська вулиці, перетинає Аграрну вулицю. Далі під кутом перетинає вулицю Семена Кузнеця, причому на цьому перехресті також закінчується провулок Семена Кузнеця. Далі від вулиці В'ячеслава Чорновола починається Карагандинська вулиця, а на наступному перехресті Авіахімічна вулиця переходить у Макарівську вулицю. Далі вулиця входить у зелену зону, перетинається там з продовженням Зачепилівської вулиці й закінчується біля ріки Лопані.

## Історія
Від 1929 року вулиця відома як Цукро-Заводська. 20 вересня 1936 року перейменована на вулицю Лебедєва на честь радянського військового діяча Павла Лебедєва (1872—1933). Під час німецької окупації в 1942—1943 роках вулиця називалась Раснянською. У списку вулиць 1954 року вказана як Цукроварна. Від 24 квітня 1972 року називається вулицею Павла Лебедєва. 17 травня 2016 року в межах декомунізації вулицю перейменували на честь В'ячеслава Чорновола.